# كوفولا

موقع كوفولا

شعار كوفولا

كوفولا (Kouvola) مدينة فنلندية في جنوب شرق البلاد يبلغ عديد قاطنيها 88.129 ساكن، تقع في أقليم كومنلاكسو على بعد 134 كيلومتراً إلى الشمال الشرقي من العاصمة هلسنكي.
تغطي مساحة 2.883,32 كم² منها 325,23 مياه. وتبلغ الكثافة السكانية 34,46 نسمة/كم².
جعل موقع كوفولا المركزي داخل فنلندا وكمكان حدودي بين الاتحاد الأوروبي والاتحاد الروسي منها مدينة حيوية جداً. نشأ البلدة في الأصل حول تقاطع خطوط السكك الحديدية بين الشمال والجنوب وبين الشرق والغرب.
كما أن تقاطع رئيسي بطرق النقل البري.
في يناير سنة 2009، اتحدت ستة بلديات - كوفولا، كوسانكوسكي، إليماكي، أنيالانكوسكي، فالكيالا ويآلا - لتشكل بلدية كوفولا الجديدة. بإمكان كوفولا الآن أن تدعي بأن جمال فالكيالا ويآلا الطبيعي فضلا عن تراث إليماكي وأنيالانكوسكي الثقافي جزءاً من أراضيها. كما وقد اتخذت كوفولا لنفسها شعار «بلدة نهر كومي» (kaupunki Kymijoen) الذي كانت تستخدمه بلدية أنيالانكوسكي.
مركز الصين الشمالي في مدينة كوفولا، اكتشفت الشرطة أنها بوابة تجارية وهمية إلى روسيا أقيمت في معمل ألبان مهجور وتم تحويلها إلى واجهة لغسيل الأموال والهجرة غير الشرعية والتهرب الضريبي.

## التاريخ
إثر افتتاح طريق السكة الحديدية بإتجاه سانت بطرسبرغ عام 1870، بنيت محطة بموقع الذي ستكون فيه كوفولا مستقبلاً (1875). استقرت حامية الروسية في المنطقة سنة 1910 فتسارع تطور الحضري. في عام 1922 قـُسمت بلدية فالكيالا الكبيرة إلى عدة أجزاء كانت كوفولا من بينها. دمرت غارات حرب الشتاء الجوية المدينة بالكامل، وبدأت عملية إعادة الإعمار سريعاً بعد حرب الاستمرار. أعلنت البلدية في سنة 1960.

## العلاقات الدولية

### التوأمة
كوفولا متوأمة مع :
- بالاتونفورد، المجر
- فولوغدا، روسيا
- مولهايم، ألمانيا

## وصلات خارجية
- موقع كوفولا الرسمي
- مكتب كوفولا للسياحة
- كوفولا في h2g2.com